# Акопян, Корюн Арутюнович
Корюн Арутюнович Акопян (арм. Կորյուն Հակոբյան; 1908—1994) — армянский, советский архитектор, педагог. Народный архитектор СССР (1980).

## Биография
Корюн Акопян родился 5 (18) августа 1908 года в Александрополе (ныне Гюмри, Армения).
В раннем возрасте жил в Тифлисе со своими родителями, где окончил среднюю школу, а затем вернулся в Армению.
В 1932 году окончил Ереванский политехнический институт, преподавал там же.
Во время учёбы в институте начал работать в армянском Гипрогоре, основанном К. С. Алабяном. Работал совместно с А. О. Таманяном, С. А. Сафаряном, Г. Б. Кочаром, М. Д. Мазманяном. В 1937—1941 и в 1945—1947 годах — заместитель главного архитектора Еревана, в 1949—1953 — управляющий трестом «Ергорпроект», в 1955—1964 и 1967—1989 год — директор института «Армгоспроект».
Участник войны, награждён орденом Отечественной войны II степени (1985).
В 1949—1994 годах жил в д. 6 на проспекте маршала Баграмяна в Ереване (мемориальная доска).
Скончался 19 января 1994 года в Ереване.

## Награды и звания
- Лауреат Всесоюзного смотра творчества молодых архитекторов (1947)
- Лауреат Всесоюзного смотра достижений советской архитектуры за 1973—1977 годы
- Заслуженный строитель Армянской ССР[3] (1957)
- Заслуженный архитектор Армянской ССР[3] (1968)
- Народный архитектор СССР (1980)[3]
- Государственная премия СССР (1987) — за архитектуру Спортивно-концертного комплекса в Ереване
- Государственная премия Армянской ССР (1979)
- Орден Отечественной войны II степени (1985)[6]
- Орден Трудового Красного Знамени[3]
- Серебряная медаль ВДНХ
- Почётные грамоты Президиума Верховного Совета Армянской ССР (1956, 1978)

## Работы
- Физиотерапевтический институт в Ереване (1930-е, под руководством А. О. Таманяна)[3]
- Открытый плавательный бассейн в Ереване (1930-е)[3]
- Спорткомплекс «Динамо» в Ереване (1948)
- Здание Союза архитекторов Армении (Проспект Баграмяна, 17; 1952, совместно с архитектором Ж. Сардаряном)
- Средняя школа по улице Чаренца в Ереване[3]
- Жилой дом на улице Туманяна[3]
- Спортивный зал «Динамо» (1956, совместно с архитектором Н. Алавердяном)
- Больница с поликлиникой на улице Прошяна[3] (1962—1963)
- Стадион «Раздан» в Ереване (1967—1972, совместно с архитектором Г. Мушегяном, конструктором Э. Тосуняном)[3]
- Спортивно-концертный комплекс в Ереване[3] (1977—1983, совместно с архитекторами Г. Мушегяном, Г. Погосяном, А. Тарханяном, С. Хачикяном, конструкторами Г. Азизяном, И. Цатуряном, инженером М. Агароняном)
- Жилые дома на проспекте Ленина в Ереване (1949)